# Mendeley
Mendeley – darmowe, dostępne na licencji zamkniętej oprogramowanie służące zarządzaniu, organizacji i dzieleniu się publikacjami naukowymi, odkrywaniu naukowych statystyk i współpracy on-line. Łączy w sobie Mendeley Desktop: dostępny w systemach Windows, OS X i Linux czytnik plików PDF, posiadający także funkcje organizacji i zarządzania bibliografią i Mendeley Web: internetowy serwis skierowany do naukowców.

## Historia
Nazwę programu zainspirowały nazwiska dwóch naukowców – Dmitrija Mendelejewa oraz Gregora Mendla
Mendeley zostało założone w 2007 r., obecnie działa w Londynie. Pierwsza publiczna wersja beta programu Mendeley Desktop została udostępniona w sierpniu 2008 r.
Mendeley wyróżniono szeregiem nagród: Plugg.eu „Europejski startup roku”, TechCrunch Europas „Najlepsza społecznościowa innowacja przynosząca pożytek dla społeczeństwa 2009”, brytyjska gazeta The Guardian umieściła Mendeley na 6 miejscu na swojej liście stu najlepszych organizacji branży „tech media”.
W roku 2013 Mendeley zakupiony został przez wydawnictwo Elsevier, które oprócz darmowej wersji podstawowej oferuje płatną wersję instytucjonalną z dodatkowymi funkcjonalnościami.

## Podstawowe cechy
- Mendeley Desktop jest zbudowane w oparciu o biblioteki Qt. Jest dostępne dla systemów Windows, Mac OS i Linux.
- Automatyczne wykrywanie metadanych dokumentów w formacie PDF.
- Przechowywanie i synchronizacja dokumentów (pomiędzy kilkoma komputerami i za pośrednictwem prywatnego konta on-line).
- Czytnik plików PDF z możliwością dodawania notatek, zakreśleń i funkcją czytania w trybie pełnoekranowym.
- Wyszukiwanie haseł w pełnym tekście dodanych dokumentów.
- Możliwość tagowania dokumentów.
- Organizowanie i automatyczna zmiana nazw przechowywanych dokumentów.
- Automatyczne wstawianie przypisów i bibliografii w edytorach tekstu: Microsoft Word, OpenOffice i LibreOffice.
- Importowanie dokumentów i artykułów naukowych z innych stron internetowych (PubMed, Google Scholar itp.) za pomocą specjalnej skryptozakładki.
- Obsługa metody COinS na stronie Mendeley, oraz możliwość importowania dokumentów ze stron zawierających metadane COinS.
- Możliwość dzielenia się i wspólnego oznaczania dokumentów w specjalnych kolekcjach.
- Funkcje społecznościowe (kontakt z naukowcami o podobnych zainteresowaniach).
- Statystyki czytelnictwa dotyczące poszczególnych artykułów, autorów i publikacji.